# کفر عقید
کفر عقید (به عربی: کفر عقید) یک روستا در سوریه است که در ناحیه مرکزی مصیاف واقع شده‌است. کفر عقید ۱٬۳۷۳ نفر جمعیت دارد.